# Verkehrs- und Betriebsgesellschaft Gera
Die GVB Verkehrs- und Betriebsgesellschaft Gera mbH ist als Verkehrsunternehmen Betreiber des Straßenbahn- und Stadtbusnetzes der thüringischen Stadt Gera. Sie übernahm den Betrieb der insolventen Geraer Verkehrsbetrieb GmbH.
Auf drei Straßenbahnlinien und 15 Buslinien werden knapp 16 Mio. Fahrgäste jährlich befördert. Die reinen Linieneinnahmen nach § 42 PBefG betragen 11 Mio. Euro.
Die Kosten der Leistungserstellung beliefen sich 2021 für den Betriebszweig Straßenbahnverkehr auf 14,5 Mio. Euro und für den Betriebszweig Stadtbusverkehr auf 6,5 Mio. Euro. Demgegenüber standen 15,7 Mio. Euro Einnahmen, womit ein Kostendeckungsgrad von 75 % erreicht wurde.

## Geschichte

### Geschichte der Straßenbahn
- siehe Hauptartikel Straßenbahn Gera

### Geschichte des Oberleitungsbusses
- siehe Hauptartikel Oberleitungsbus Gera

## Linienübersicht
Stand: 1. Oktober 2024

### Straßenbahn

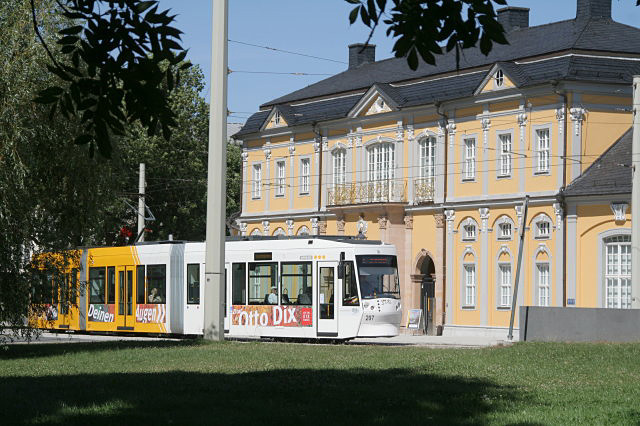
Straßenbahn NGT8G vor der Orangerie

| Linie | Relation                                            |
| ----- | --------------------------------------------------- |
| 1     | Untermhaus – Hbf/Theater – Heinrichstraße – Zwötzen |
| 2     | Bahnhof Zwötzen – Lusan/Zeulsdorf                   |
| 3     | Bieblach-Ost – Heinrichstraße – Lusan/Zeulsdorf     |
| 5 a   | Lusan/Brüte – Heinrichstraße – Untermhaus           |

### Bus

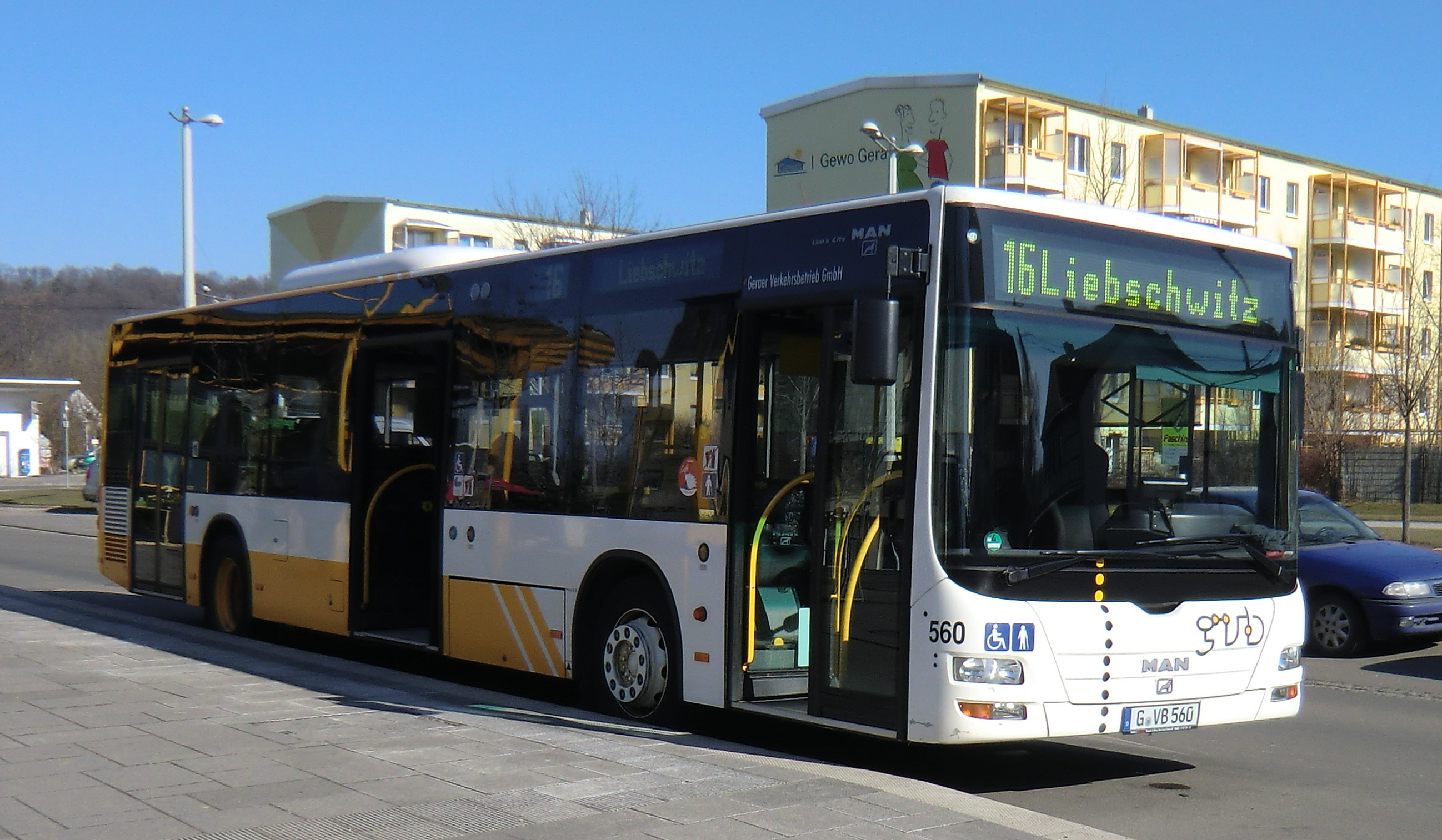
MAN-Bus der GVB als Linie 16 in Zwötzen

Am 1. Dezember 2019 wurden die Linien 22, 24 (ab Untermhaus), 27, S27, 28 und 29 durch die RVG Regionalverkehr Gera/Land übernommen. Sie wurden zunächst als Linien 228 und 229 weitergeführt, dann zur Linie 229 zusammengefasst. Darüber hinaus verkehren die Linien 203 (nach Eisenberg) und 204 (nach Hermsdorf) des RVG sowie die Linien 810 (nach Schleiz) und 890 (über Porstendorf nach Saalfeld) der KomBus teilweise auf dem Liniennetz der GVB.
| Linie | Relation |
| ----- | --- |
| 10    | Hammelburg – Klinikum – Heinrichstraße – Leumnitz – Reuß-Park                                                                                    |
| 11    | Weißig – Martins Höhe – Klinikum – Heinrichstraße – Leumnitz – Reuß-Park                                                                         |
| 12    | Heinrichstraße – Collis – Zschippern |
| 13    | Eiselstraße – Lusan/Laune – Schafpreskeln |
| 14    | Heinrichstraße – Ferberturm – Quellenstraße – Heinrichstraße                                                                                     |
| 15    | Gewerbepark Keplerstraße ⚒ / Bahnhof Zwötzen ✝ – Lusan/Laune – Zeulsdorfer Straße – Lusan/Laune – Gewerbepark Keplerstraße ⚒ / Bahnhof Zwötzen ✝ |
| 16    | Bahnhof Zwötzen – Zwötzen – Liebschwitz |
| 17    | Frankenthal – Klinikum – Heinrichstraße – Leumnitz – Reuß-Park                                                                                   |
| 18    | Kauern – Zwötzen – Liebschwitz – Kleinfalke (– Großfalka)                                                                                        |
| 19    | Heinrichstraße – Thränitz – Naulitz – Gewerbegebiet Trebnitz                                                                                     |
| 20    | Friedrich-Naumann-Platz – Rubitz – Harpersdorf                                                                                                   |
| 23    | Duale Hochschule – Bieblach-Ost – IG Cretzschwitz/Amazon                                                                                         |
| 24    | Untermhaus – Dr.-Theodor-Neubauer-Straße |
| 25    | Heinrichstraße – Meuselwitzer Straße – Bahnhof Zwötzen                                                                                           |
| 26    | Heinrichstraße – Leumnitz – Gewerbegebiet Trebnitz – Bieblach-Ost, Kaufpark                                                                      |
| 229 a | Gera – Langenberg – Wernsdorf/Kleinaga – Hermsdorf                                                                                               |